# Arthur Boka
Etienne Arthur Boka (* 2. dubna 1983, Abidžan) je bývalý fotbalový obránce z Pobřeží slonoviny. Nastupoval i za fotbalovou reprezentaci Pobřeží slonoviny.
Mimo Pobřeží slonoviny hrál ve Francii, Belgii, Německu a Španělsku a Švýcarsku.

## Klubová kariéra
Arthur Boka začínal s fotbalem ve své zemi v klubu ASEC Mimosas. V létě 2002 zamířil do Evropy do belgického celku KSK Beveren a od roku 2007 v KSC Lokeren. Poté působil dva roky (2004–2006) ve francouzském týmu RC Strasbourg, odkud odešel do německého klubu VfB Stuttgart. Zde působil až do léta 2014, kdy přestoupil do španělské Málagy, kde podepsal dvouletý kontrakt.

## Reprezentační kariéra
V A-mužstvu Pobřeží slonoviny debutoval 31. 3. 2004 v přátelském zápase proti domácímu týmu Tuniska (výhra 2:0).
Zúčastnil se Mistrovství světa 2006 v Německu a Mistrovství světa 2010 v Jihoafrické republice.

Hrál i na Mistrovství světa 2014 v Brazílii, kde reprezentace Pobřeží slonoviny vypadla v základní skupině C.